# 羅淮
羅淮（1424年—？），字潤民，江西吉水縣人，直隸應天府江寧縣富戶籍，明朝政治人物。進士出身。

## 生平
應天府鄉試第五十二名。景泰五年（1454年）甲戌科會試第一百四十名，殿試登進士第三甲第五十三名。

## 家族
曾祖羅仲淵，贈左副都御史。祖父羅三錫，贈左副都御史。父亲羅遵。